# Interlands Iers voetbalelftal 1940-1949
Deze pagina toont een chronologisch en gedetailleerd overzicht van de interlands die het Iers voetbalelftal heeft gespeeld in de periode 1940 – 1949.

## Interlands

### 1940
Geen interlands gespeeld.

### 1941
Geen interlands gespeeld.

### 1942
Geen interlands gespeeld.

### 1943
Geen interlands gespeeld.

### 1944
Geen interlands gespeeld.

### 1945
Geen interlands gespeeld.

### 1946
|                                                                     |                                                |       |                   |                                                                                                |
| 16 juni Vriendschappelijk № 35 «onderlinge duels» 17:00 uur (UTC+1) | Portugal                                       | 3 – 1 | Ierland           | Estádio Nacional do Jamor, Oeiras Toeschouwers: 50.000 Scheidsrechter: Paul von Wartburg (SUI) |
| 16 juni Vriendschappelijk № 35 «onderlinge duels» 17:00 uur (UTC+1) | Fernando Peyroteo 7', 20' Rogério Carvalho 17' |       | 53' Jack O'Reilly | Estádio Nacional do Jamor, Oeiras Toeschouwers: 50.000 Scheidsrechter: Paul von Wartburg (SUI) |

|                                                                     |        |                 |         |                                                                                            |
| 23 juni Vriendschappelijk № 36 «onderlinge duels» 18:30 uur (UTC+2) | Spanje | 0 – 1           | Ierland | Estadio Metropolitano, Madrid Toeschouwers: 45.000 Scheidsrechter: Paul von Wartburg (SUI) |
| 23 juni Vriendschappelijk № 36 «onderlinge duels» 18:30 uur (UTC+2) |        | 37' Paddy Sloan |         | Estadio Metropolitano, Madrid Toeschouwers: 45.000 Scheidsrechter: Paul von Wartburg (SUI) |

|                                                                          |         |                |          |                                                                               |
| 30 september Vriendschappelijk № 37 «onderlinge duels» 17:30 uur (UTC+1) | Ierland | 0 – 1          | Engeland | Dalymount Park, Dublin Toeschouwers: 31.988 Scheidsrechter: Willie Webb (SCO) |
| 30 september Vriendschappelijk № 37 «onderlinge duels» 17:30 uur (UTC+1) |         | 82' Tom Finney |          | Dalymount Park, Dublin Toeschouwers: 31.988 Scheidsrechter: Willie Webb (SCO) |

### 1947
|                                                                   |                                    |       |                      |                                                                                |
| 2 maart Vriendschappelijk № 38 «onderlinge duels» 15:30 uur (UTC) | Ierland                            | 3 – 2 | Spanje               | Dalymount Park, Dublin Toeschouwers: 42.012 Scheidsrechter: Jack Barrick (ENG) |
| 2 maart Vriendschappelijk № 38 «onderlinge duels» 15:30 uur (UTC) | Davy Walsh 16', 79' Paddy Coad 23' |       | 25', 59' Telmo Zarra | Dalymount Park, Dublin Toeschouwers: 42.012 Scheidsrechter: Jack Barrick (ENG) |

|                                                                   |         |                                      |          |                                                                                |
| 4 mei Vriendschappelijk № 39 «onderlinge duels» 15:30 uur (UTC+1) | Ierland | 0 – 2                                | Portugal | Dalymount Park, Dublin Toeschouwers: 31.618 Scheidsrechter: Henry Pearce (ENG) |
| 4 mei Vriendschappelijk № 39 «onderlinge duels» 15:30 uur (UTC+1) |         | 13' Jesus Correia 34' Antonio Araújo |          | Dalymount Park, Dublin Toeschouwers: 31.618 Scheidsrechter: Henry Pearce (ENG) |

### 1948
|                                                                    |                                  |       |         |                                                                                               |
| 23 mei Vriendschappelijk № 40 «onderlinge duels» 16:00 uur (UTC+1) | Portugal                         | 2 – 0 | Ierland | Estádio Nacional do Jamor, Oeiras Toeschouwers: 50.000 Scheidsrechter: Generoso Dattilo (ITA) |
| 23 mei Vriendschappelijk № 40 «onderlinge duels» 16:00 uur (UTC+1) | Fernando Peyroteo 22' Albano 26' |       |         | Estádio Nacional do Jamor, Oeiras Toeschouwers: 50.000 Scheidsrechter: Generoso Dattilo (ITA) |

|                                                                    |                         |       |                   |                                                                                       |
| 30 mei Vriendschappelijk № 41 «onderlinge duels» 17:30 uur (UTC+1) | Spanje                  | 2 – 1 | Ierland           | Estadio de Montjuic, Barcelona Toeschouwers: 70.000 Scheidsrechter: Victor Sdez (FRA) |
| 30 mei Vriendschappelijk № 41 «onderlinge duels» 17:30 uur (UTC+1) | Silvestre Igoa 35', 72' |       | 24' Tommy Moroney | Estadio de Montjuic, Barcelona Toeschouwers: 70.000 Scheidsrechter: Victor Sdez (FRA) |

|                                                                      |         |                   |             |                                                                                 |
| 5 december Vriendschappelijk № 42 «onderlinge duels» 14:30 uur (UTC) | Ierland | 0 – 1             | Zwitserland | Dalymount Park, Dublin Toeschouwers: 25.563 Scheidsrechter: George Reader (ENG) |
| 5 december Vriendschappelijk № 42 «onderlinge duels» 14:30 uur (UTC) |         | 53' Alfred Bickel |             | Dalymount Park, Dublin Toeschouwers: 25.563 Scheidsrechter: George Reader (ENG) |

### 1949
|                                                                      |         |                             |        |                                                                               |
| 24 april Vriendschappelijk № 43 «onderlinge duels» 15:30 uur (UTC+1) | Ierland | 0 – 2                       | België | Dalymount Park, Dublin Toeschouwers: 28.018 Scheidsrechter: Victor Sdez (FRA) |
| 24 april Vriendschappelijk № 43 «onderlinge duels» 15:30 uur (UTC+1) |         | 56' Lemberechts 84' Mermans |        | Dalymount Park, Dublin Toeschouwers: 28.018 Scheidsrechter: Victor Sdez (FRA) |

|                                                                    |                |       |          |                                                                                  |
| 22 mei Vriendschappelijk № 44 «onderlinge duels» 15:30 uur (UTC+1) | Ierland        | 1 – 0 | Portugal | Dalymount Park, Dublin Toeschouwers: 28.108 Scheidsrechter: Marcel Le Foll (FRA) |
| 22 mei Vriendschappelijk № 44 «onderlinge duels» 15:30 uur (UTC+1) | Paddy Coad 43' |       |          | Dalymount Park, Dublin Toeschouwers: 28.108 Scheidsrechter: Marcel Le Foll (FRA) |

|                                                                       |                                                               |       |               |                                                                              |
| 2 juni WK 1950 kwalificatie № 45 «onderlinge duels» 18:00 uur (UTC+1) | Zweden                                                        | 3 – 1 | Ierland       | Råsundastadion, Solna Toeschouwers: 36.200 Scheidsrechter: Louis Baert (BEL) |
| 2 juni WK 1950 kwalificatie № 45 «onderlinge duels» 18:00 uur (UTC+1) | Sune Andersson 18' (pen.) Hasse Jeppson 38' Nils Liedholm 69' |       | 9' Davy Walsh | Råsundastadion, Solna Toeschouwers: 36.200 Scheidsrechter: Louis Baert (BEL) |

|                                                                     |                |       |                                                    |                                                                                |
| 12 juni Vriendschappelijk № 46 «onderlinge duels» 15:30 uur (UTC+1) | Ierland        | 1 – 4 | Spanje                                             | Dalymount Park, Dublin Toeschouwers: 30.171 Scheidsrechter: Arthur Ellis (ENG) |
| 12 juni Vriendschappelijk № 46 «onderlinge duels» 15:30 uur (UTC+1) | Con Martin 14' |       | 29', 34' Telmo Zarra 32' Basora 85' Silvestre Igoa | Dalymount Park, Dublin Toeschouwers: 30.171 Scheidsrechter: Arthur Ellis (ENG) |

|                                                                            |                                         |       |         |                                                                              |
| 8 september WK 1950 kwalificatie № 47 «onderlinge duels» 18:30 uur (UTC+1) | Ierland                                 | 3 – 0 | Finland | Dalymount Park, Dublin Toeschouwers: 22.479 Scheidsrechter: Bill Evans (ENG) |
| 8 september WK 1950 kwalificatie № 47 «onderlinge duels» 18:30 uur (UTC+1) | Johnny Gavin 35' Martin 45' (pen.), 75' |       |         | Dalymount Park, Dublin Toeschouwers: 22.479 Scheidsrechter: Bill Evans (ENG) |

|                                                                          |          |                                      |         |                                                                                |
| 21 september Vriendschappelijk № 48 «onderlinge duels» 15:00 uur (UTC+1) | Engeland | 0 – 2                                | Ierland | Goodison Park, Liverpool Toeschouwers: 51.487 Scheidsrechter: Jack Mowat (SCO) |
| 21 september Vriendschappelijk № 48 «onderlinge duels» 15:00 uur (UTC+1) |          | 33pen.' Con Martin 85' Peter Farrell |         | Goodison Park, Liverpool Toeschouwers: 51.487 Scheidsrechter: Jack Mowat (SCO) |

|                                                                          |             |       |             |                                                                                       |
| 9 oktober WK 1950 kwalificatie № 49 «onderlinge duels» 14:00 uur (UTC+2) | Finland     | 1 – 1 | Ierland     | Olympisch Stadion, Helsinki Toeschouwers: 13.437 Scheidsrechter: Jan Bronkhorst (NED) |
| 9 oktober WK 1950 kwalificatie № 49 «onderlinge duels» 14:00 uur (UTC+2) | Vaihela 90' |       | 65' Farrell | Olympisch Stadion, Helsinki Toeschouwers: 13.437 Scheidsrechter: Jan Bronkhorst (NED) |

|                                                                          |                       |       |                           |                                                                                |
| 13 november WK 1950 kwalificatie № 50 «onderlinge duels» 14:30 uur (UTC) | Ierland               | 1 – 3 | Zweden                    | Dalymount Park, Dublin Toeschouwers: 41.031 Scheidsrechter: William Ling (ENG) |
| 13 november WK 1950 kwalificatie № 50 «onderlinge duels» 14:30 uur (UTC) | Con Martin 59' (pen.) |       | 4', 40', 68' Kalle Palmér | Dalymount Park, Dublin Toeschouwers: 41.031 Scheidsrechter: William Ling (ENG) |

Albanië · België · Bulgarije · Denemarken · Duitsland · Engeland · Estland · Finland · Frankrijk · Griekenland · Hongarije · Ierland · IJsland · Israël · Italië · Joegoslavië · Kroatië · Letland · Litouwen · Luxemburg · Nederland · Noord-Ierland · Noorwegen · Oostenrijk · Polen · Portugal · Roemenië · Schotland · Slowakije · Spanje · Tsjecho-Slowakije · Turkije · Wales · Zweden · Zwitserland
FAI · A-internationals · Bondscoaches · Statistieken · Iers vrouwenelftal · Olympisch elftal · Ierland U21 · Ierland U20 · Ierland U19 · Ierland U18 · Ierland U17 · Ierland U16 · Vrouwen U17
1924 – 1929 ·
1930 – 1939 ·
1940 – 1949 ·
1950 – 1959 ·
1960 – 1969 ·
1970 – 1979 ·
1980 – 1989 ·
1990 – 1999 ·
2000 – 2009 ·
2010 – 2019 ·
2020 − 2029
EK 1988 · 
EK 2012 · 
EK 2016
WK 1990 · 
WK 1994 · 
WK 2002
1924 · 
1925 · 
1926 · 
1927 · 
1928 · 
1929 · 
1930 · 
1931 · 
1932 · 
1933 · 
1934 · 
1935 · 
1936 · 
1937 · 
1938 · 
1939 · 
1940 · 1941 · 1942 · 1943 · 1944 · 1945 · 
1946 · 
1947 · 
1948 · 
1949 · 
1950 · 
1951 · 
1952 · 
1953 · 
1954 · 
1955 · 
1956 · 
1957 · 
1958 · 
1959 · 
1960 · 
1961 · 
1962 · 
1963 · 
1964 · 
1965 · 
1966 · 
1967 · 
1968 · 
1969 · 
1970 · 
1971 · 
1972 · 
1973 · 
1974 · 
1975 · 
1976 · 
1977 · 
1978 · 
1979 · 
1980 · 
1981 · 
1982 · 
1983 · 
1984 · 
1985 · 
1986 · 
1987 · 
1988 · 
1989 · 
1990 · 
1991 · 
1992 · 
1993 · 
1994 · 
1995 · 
1996 · 
1997 · 
1998 · 
1999 · 
2000 · 
2001 · 
2002 · 
2003 · 
2004 · 
2005 · 
2006 · 
2007 · 
2008 · 
2009 · 
2010 · 
2011 · 
2012 · 
2013 · 
2014 · 
2015 ·
2016 ·
2017 ·
2018 ·
2019 ·
2020 ·
2021 ·
2022 ·
2023 ·
2024 ·
2025
Albanië ·
Algerije ·
Andorra ·
Argentinië ·
Armenië ·
Australië ·
Azerbeidzjan ·
België ·
Bolivia ·
Bosnië en Herzegovina ·
Brazilië ·
Bulgarije ·
Canada ·
Chili ·
China ·
Colombia ·
Costa Rica ·
Cyprus ·
Denemarken ·
Duitsland ·
Ecuador ·
Egypte ·
Engeland ·
Estland ·
Faeröer ·
Finland ·
Frankrijk ·
Georgië ·
Gibraltar ·
Griekenland ·
Hongarije ·
IJsland ·
Iran ·
Israël ·
Italië ·
Jamaica ·
Joegoslavië ·
Kameroen ·
Kazachstan ·
Kroatië ·
Letland ·
Liechtenstein ·
Litouwen ·
Luxemburg ·
Malta ·
Marokko ·
Mexico ·
Moldavië ·
Montenegro ·
Nederland ·
Nieuw-Zeeland ·
Nigeria ·
Noord-Ierland ·
Noord-Macedonië ·
Noorwegen ·
Oekraïne ·
Oman ·
Oostenrijk ·
Paraguay ·
Polen ·
Portugal ·
Qatar ·
Roemenië ·
Rusland ·
San Marino ·
Saoedi-Arabië ·
Schotland ·
Senegal ·
Servië ·
Slowakije ·
Sovjet-Unie ·
Spanje ·
Trinidad en Tobago ·
Tsjechië ·
Tsjecho-Slowakije ·
Tunesië ·
Turkije ·
Uruguay ·
Verenigde Staten ·
Wales ·
Wit-Rusland ·
Zuid-Afrika ·
Zweden ·
Zwitserland
België (2016) · 
Italië (2012) · 
Kroatië (2012) · 
Spanje (2012) · 
Zweden (2016)